# Naznačaeš'sja vnučkoj
Naznačaeš'sja vnučkoj (Назначаешься внучкой) è un film del 1975 diretto da Jaropolk Leonidovič Lapšin.

## Trama
Il film è ambientato nell'autunno del 1942. I fascisti si stanno avvicinando al Volga. Vicino a Stalingrado sono in corso pesanti battaglie. I giovani si precipitano alla ribalta, tra cui la diciassettenne Dusja Melnikova, diventata una cadetta della scuola di intelligence, dopo di che è finita dietro le linee nemiche.